# AMELY
AMELY es la abreviatura del gen Amelogenin Y ubicado sobre el cromosoma Y.
Este gen codifica un miembro de la familia de las amelogeninas, proteínas de la matriz extracelular.
Las amelogeninas están involucradas en la mineralización biológica durante el desarrollo del esmalte dental.
El gen AMELY se encuentra el cromosoma Y en la región Yp11.2 y tiene un tamaño de 3272 pb.

Este gen conjuntamente con el AMELX, se están usando cada vez más para la determinación de sexo en muestras
humanas.